# 広島県道468号河内停車場線
広島県道468号河内停車場線（ひろしまけんどう468ごう こうちていしゃじょうせん）は、広島県東広島市を通る一般県道である。

## 概要
JR西日本山陽本線 河内駅から国道432号交点に至る。

### 路線データ
- 起点：広島県東広島市河内町中河内（河内駅）
- 終点：広島県東広島市河内町中河内（農協会館前交差点、国道432号交点）
- 総延長：218 m

## 地理

### 通過する自治体
- 広島県
  - 東広島市

### 交差する道路
| 交差する道路 | 交差する場所 | 交差する場所            |
| ------------ | ------------ | ----------------------- |
| 国道432号    | 河内町中河内 | 農協会館前交差点 / 終点 |

### 沿線
- JR西日本山陽本線 河内駅